# ایرمناخ
ایرمناخ (به آلمانی: Irmenach) یک شهر در آلمان است که در برنکاستل-ویتلیش واقع شده‌است. ایرمناخ ۷۶۰ نفر جمعیت دارد.